# پروتئاز
پروتئاز (به انگلیسی: Protease) به آنزیم‌هایی گفته می‌شود که باعث تجزیه پروتئین‌ها می‌شوند. پروتئازها شامل سرین پروتئازها، متالوپروتئازها، آسپارتیک پروتئازها، سیستئین پروتئازها و ترئونین پروتئازها، می‌باشند. یک پروتئاز ممکن است چندین سوبسترا داشته باشد یا اینکه یک سوبسترا توسط چندین پروتئاز برش یابد. برخی از پروتئازها به علت اتولایزیز حتی می‌توانند خود، سوبسترای خود باشند. پروتئازها اغلب به صورت آبشاری عمل می‌کنند یعنی به‌طور پی در پی یک پروتئاز باعث فعال شدن پروتئاز بعد از خود می‌شود. نمونه بارز واکنش‌های آبشاری پروتئازی را می‌توان در خزان یاخته‌ای (اپوپتوز) و پروتئازهای کاسپاز مشاهده کرد..

## کارکردها
پروتئازها در کنترل فعالیت‌های سلولی اهمیت زیادی  دارند. در سلول‌های مختلف انواع زیادی از پروتئازها در هر زمان مشخص بیان می‌شوند. برای مثال: تعداد زیادی از پروتئین‌هایی که در سلول‌ها بیان می‌شوند به فرم غیرفعال هستند. برای اینکه این پروتئین‌ها فعال شوند باید توسط پروتئازها پردازش شوند. پردازش پروتئولایتیکی یکی از راه‌های کنترل فعالیت پروتئین‌ها است. بسیاری از پروتئین‌ها مانند آنزیم‌ها، سایتوکین‌ها، هورمون‌های رشد، رسپتورهای سلولی و…، به این روش فعال می‌شوند. در اثر این کنترل پروتئولایتیکی، فعالیت‌های مختلف سلولی مانند رونویسی و همانندسازی، پیشرفت سیکل سلولی، تکثیر سلول، تمایز، اپوپتوز و…، کنترل می‌شود. نقص در این سیستم پردازش پروتئولایتیکی همچنین می‌تواند منجر به بیماری‌هایی مانند سرطان، آرتریت، بیماری‌های نورودژنراتیو و بیماری‌های قلبی عروقی شود.

## دگرادوم
در سلول‌های مختلف تعداد زیادی پروتئاز در هر زمان مشخص و شرایط خاص بیان می‌شود. برای مثال در انسان تاکنون بیش از ۵۰۰ پروتئاز شناسایی شده‌است که به‌طور متوسط در هر سلول د رهر شرایط خاص حدود ۲۰۰ تا از آن‌ها بیان می‌شوند.
به کلیه پروتئازها و سوبستراهای آن‌ها که در یک زمان مشخص و تحت یک شرایط خاص در یک سلول بیان می‌شوند، دگرادوم آن سلول گفته می‌شود.